# Cadaba mirabilis
Cadaba mirabilis är en kaprisväxtart som beskrevs av Ernest Friedrich Gilg. Cadaba mirabilis ingår i släktet Cadaba och familjen kaprisväxter. Inga underarter finns listade i Catalogue of Life.